# Cantó de Montreuil-Bellay
El cantó de Montreuil-Bellay és una antiga divisió administrativa francesa del departament de Maine i Loira, situat al districte de Saumur. Té 13 municipis i el cap es Montreuil-Bellay. Va desaparèixer el 2015.

## Municipis
- Antoigné
- Brézé
- Brossay
- Cizay-la-Madeleine
- Le Coudray-Macouard
- Courchamps
- Épieds
- Montreuil-Bellay
- Le Puy-Notre-Dame
- Saint-Cyr-en-Bourg
- Saint-Just-sur-Dive
- Saint-Macaire-du-Bois
- Vaudelnay

## Història
| Data d'elecció                           | Identitat                | Partit                     | Qualitat |
| ---------------------------------------- | ------------------------ | -------------------------- | -------- |
| 1945-1951                                | Joseph Civrays           | radical                    |          |
| 1951-1964                                | Jacques de Boischevalier | Divers droite              |          |
| 1964-1973                                | Edgar Pisani             | Divers droite, després UDF |          |
| 1973-1994                                | Georges de Grandmaison   | UDF                        |          |
| 1994-2001                                | Claude Beaumont          | Divers droite              |          |
| 2001-2015                                | Dominique Monnier        | UMP                        |          |
| les dades anteriors no són pas conegudes |                          |                            |          |
|                                          |                          |                            |          |

## Demografia
| A partir de 1990: Població sense dobles comptes |